# Higashi, Okayama
Higashi (東区 Higashi-ku) là quận thuộc thành phố Okayama, tỉnh Okayama, Nhật Bản. Tính đến ngày 1 tháng 10 năm 2020, dân số ước tính của quận là 93.108 người và mật độ dân số là 580 người/km2. Tổng diện tích của quận là 160,5 km2.